# Відривайся
«Відривайся» — британський незалежний фільм, написаний та зрежисований валлійцем Джастіном Керріґаном. У фільмі розкриваються теми перехідного віку, наркотичної та клубної субкультур, а також проблема інтимних взаємин.

## Сюжет
Сюжет обертається навколо п'яти двадцятилітніх друзів, які після робочого тижня вирушають на відпочинок до кардіфського нічного клубу. Особливістю фільму є уникнення критики наслідків поведінки цього покоління, замість цього фільм зосереджений на відтворенні «вібрації і настрою» танцювального руху з 1991 до 1999. У перші 25 хвилин фільму 17-річний брат однієї з героїнь Ніни із запалом розповідає: «Я збираюся стати частиною хімічного покоління», та перераховує наркотичні препарати, які він зможе використати вночі, використовуючи тогочасний сленґ. Оповідачем у фільмі є один із акторів, Джон Сімм. Це перша акторська робота Денні Даєра.. У фільмі є численні посилання на інший культовий фільм про цю епоху На голці.
Фільм поєднує у собі історії п'яти головних персонажів — друзів, кожен із яких має свої причини чекати вікенду, щоб втекти від проблем повсякденного життя. Джип, головний чоловічий персонаж, стурбований своїми сексуальними проблемами, які виникли після серії невдалих зв'язків. Куп, найкращий друг Джипа, ревнує свою дівчину Ніну. Ніна зазнає сексуальних домагань на роботі, і вона розуміє, що не може відмовитися після того, як провалила співбесіду у коледжі. Лулу, найкраща подруга Джипа та його «партнер по нещастю», зазнала зради у трьох останніх стосунках. Мофф, новенький член компанії, який зустрів Джипа на вечірці після переїзду з Лондона до Кардіффа, не має роботи та заробляє торгівлею наркотиків, хоча його батько є поліцейським. П'ятірка друзів стає дуже близькою, вони приймають різні наркотики (марихуана, екстазі, кокаїн) та «живуть заради вихідних».
Фільм розповідає про вчинки друзів, а також про різних інших персонажів, що трапляються їм на шляху. Вони ідуть у паби та клуби ввечері п'ятниці, взявши із собою 17-річного брата Ніни Лі, який палає від ентузіазму приєднатися до «покоління екстазі». Сцени в клубі за участі головних персонажів зроблені всуміш із різними камео: лікаря, двох дорослих журналістів, які намагаються зрозуміти цю культуру та інших. Після цього герої переміщуються на домашню вечірку, де Джип і Лулу нарешті цілуються та намагаються кохатися; а Куп і Ніна з'ясовують стосунки. Згодом вони доходять до висновку, що «ніщо не минає безслідно». Вони знаходять Лі у компанії молодших клабберів, із якими він провів ніч, та ідуть по домах.
Після повернення додому, деякі проблеми героїв виявляються вирішеними, а інші відходять у тінь. Так, Джип нарешті кохається з Лулу, подолавши свою параною, Куп і Ніна налагоджують стосунки. Лі задоволений тим, що провів ніч, відпочивши по-дорослому. Мофф тривалий час продовжує бачити галюцинації від наркотиків, проте згодом і це минається. Він свариться з батьками та іде гуляти Кардіффом на самоті. Але скоро він приєднується до своїх друзів і вже жартує про свої проблеми із наркотиками. Фільм завершується тим, що Джип і Лулу цілуються на вулиці на манер Голівудських фільмів.

## У ролях
- Джон Сімм — Джип
- Лорейн Пілкінґтон — Лулу
- Шон Паркс — Куп
- Денні Даєр — Мофф
- Нікола Рейнолдс — Ніна
- Дін Девіс — Лі
- Річард Койл — Енді
- Ендрю Лінкольн — Фелікс

## Виробництво
25-річний на той момент валієць Джастін Керріґан написав сценарій разом із продюсером Аланом Нібло, своїм вчителем та наставником у телевізійній школі. Керріґан хотів, щоб фільм був максимально реалістичний у зображенні життя молоді сучасної Британії, а також у зображенні наркотичної і клубної субкультур — в обох випадках джерелом інформації послужив власний досвід Керріґана. Денні Даєр сказав, що частково на фільм вплинула драма BBC того ж року Закохані (де відбулася одна із перших появ Ліни Гіді), яка торкається схожих питань, що і «Відривайся».
Більша частина фільму була знята у Кардіффі, де і відбувається дія.

## Бюджет фільму
Початковий бюджет фільму склав £340,000, проте згодом досяг £2,200,000.. Фільм був фінансово успішний: у англійському прокаті зібрав £2,500,000, додавши до цього гарні продажі на VHS і DVD.
«Відривайся» був добре прийнятий критиками, має переважно позитивні відгуки на сайті Rotten Tomatoes, та отримав статус культового, особливо серед представників рейв-культури.
Суперечки між Керріґаном там продюсером Аланом Нібло призвели до того, що продовження фільму так і не було зняте. 2004 року вийшов ре-реліз фільму на DVD, який називався «Відривайся по-новому», але він був негативно зустрінутий критиками та аудиторією.

## Теми

### Проблема батьків і дітей
Відчуження різних поколінь є однією із тем фільму. Багато хто з персонажів має проблеми у сім'ї. Мати Джипа — повія, батько Купа живе у примарному світі після того, як дружина пішла від нього. Мофф досі живе з батьками, але має напружені стосунки із батьком, також його мати заскочила його, коли він мастурбував. Сімейні стосунки жіночих персонажів показані менш детально: є тільки єдина обідня сцена за участі Лулу та її дядька і тітки, які одягнені по-духовенськи.

### Робота та безробіття
У фільмі показано, що молоді люди не гребують будь-якою роботою, аби зрештою мати змогу відпочити. Це видно і у сцені, коли Джип називає себе «найманим рабом», і у тому, що Ніна зазнає сексуальних домагань на своїй роботі. У Моффа постійно відбуваються сварки із батьком через те, що він досі не працює.

### Наркотики і контркультура
Усі персонажі є класичними представниками контркультури 90-х. Джип ідеалізує Білла Гікса, Куп мріє стати ді-джеєм, кімната Моффа завішана анти-системними плакатами. Лулу видає цілу промову про її індивідуальність, а Ніна турбується через те, що залишилась без роботи.
Джип завершує оповідь такими словами: «Ми всі облажалися по-своєму, але ми зробили це разом. Ми крутимося у клятому колесі життя, замкнені у світі внутрішнього діалогу. Як сказав Білл Гікс, 'Це божевільний світ, але я пишаюся бути його частиною'».

## Сприйняття
Фільм отримав змішані відгуки — на сайті Rotten Tomatoes позитивних рецензій 59%. Кінокритик Кольм Ківені назвав цей фільм зоряним часом Денні Даєра, а ірландський критик Джеймс Мерфі зазначив, що гра Даєра була «справді неймовірною». Фільм зібрав 11 міжнародних нагород і був номінований на премію BAFTA..
Попри те, що рейтинги фільму були невисокими, він майже одразу здобув статус культового, особливо серед представників молодіжних субкультур.

## Відривайся по-новому
21 жовтня 2002 дистриб'ютор VCI оголосив про реліз на DVD розширеної версії фільму «Відривайся по-новому» (англ. Human traffic: Remixed), пообіцявши «модернізований» саундтрек — додані новіші треки, вирізані сцени. У The Guardian зазначили, що це скоріше просто «режисерська версія», хоча і виконав її продюсер Алан Нібло. Режисер Джастін Керріґан дізнався про вихід нової версії за два тижні до її релізу.
Втім, нова версія була жорстоко розкритикована. У тому числі, Джон Сімм сказав, що це «цинічна експлуатація» і поскаржився, що Нібло хотів, аби він зіграв у продовженні фільму. Сімм заявив, що він знявся у «Відривайся» тільки тому, що його туди запросив Керріґан.